# The Toys (タイのミュージシャン)
The Toys（ザ・トイズ、タイ語：เดอะทอยส์、1995年12月1日 - ）は、タイ王国の男性歌手、作詞家、作曲家、音楽プロデューサー。本名 タンワー・ブンスンヌーン（タイ語：ธันวา บุญสูงเนิน、ラテン文字表記：Thanwa Boonsoongnern）。英語表記では、冠詞Theを伴う複数形Toysとなっているがソロミュージシャンである。

## 概要
タイ王国にてデビュー以前より音楽プロデューサー的な活動を、アイドル歌手などと共に開始する。プロとして本格的に音楽に関わる職業に就く道を模索する過程で、デビュー前に自身で創作した楽曲「หน้าหนาวที่แล้ว(Last Winter) 」をYouTubeを通じてネット上で拡散することに成功し、話題を得る。同時期に第9回Overdrive Guitar Contestにギタリストとして出場し、優勝する。2017年に What The Duckレーベルと契約。デビュー曲「ก่อนฤดูฝน（Before rain)」は作詞、作曲、編曲、歌唱、楽器演奏、プロデュースを全てひとりでこなし、デビューと同時に異例のヒット。その年の主要な音楽賞を多数受賞。

## 来歴
生誕よりデビュー直前まで
- 1995年 - 歌手である母ニッタヤー・ブンスンヌーン（タイ語：นิตยา บุญสูงเนิน）と音楽プロデューサーならびに作曲家である父のもとに生まれる。父は当時、若手男性歌手ペック・パリットチョーク (英語： Palitchoke Ayanaputra) のプロデューサーを務めていた。叔母（男性より性転換した）は、歌手のジュンジュン・ブンスンヌーンという音楽一家で育つ[1]。
- 2002年 - 幼少の頃より音楽に興味を持ち、7歳の時にギターに触れる[2]。
- 2010年 - 2012年 15歳の時に友人と4人組のバンドを結成する。16歳の時にスタジオで録音する。高校2年生の時に、在学中の高校が曲を作って他校との音楽コンテストに出場することになり、彼が出したアイディアが採用され在学していた高校がコンテストで3位になるという経験をする。これにより、彼は音楽プロデューサーの職業に強く興味を持つようになる[3]。
- 2013年 - 2015年 音楽業界関係者に自分からアプローチをし、レコーディングやマスタリングの技法を学ぶ[4]。
- ギターに関しては習ったことはなく、独学で奏法を身に付けた。ギタリストとして早い段階からタイ国内外のコンテストに挑戦し好成績を収める。2014年にLight Ibanez Guitar Solo Competitionで2位、2015年にKiesel Guitars Solo Contest[5]で世界のトップ5人に入賞、第9回Overdrive Guitar Contest[6]で優勝など華々しい経歴をもつ[7]。
- 2015年 - 2017年 自身のYouTubeチャンネル「THURSDAY」[8]を開設する。自主制作した初のMV「หน้าหนาวที่แล้ว(Last Winter)」[9]をネット上で発表する。この楽曲はこの後2年間で3,000万回再生されることになる。

2017年 - 現在まで
- 2017年4月 -  What The Duckレーベルと契約[10]。
- 2017年5月 - 楽曲「ก่อนฤดูฝน（Before rain)」[11]をリリースし、正式デビュー。曲中の高速ラップが注目される。
- 2017年7月 ミス・ユニバース・タイランド2017 (英語： Miss Universe Thailand 2017)[12]においてステージ上で生で自作曲のメドレーを歌い切り、話題となる。
- 2018年5月 ロンドンにてライブ[13]
- 2018年7月 シドニーにてライブ[14]
- 2018年10月 アルバム「SUN」をリリース。アルバムからシングルカットされた「La La Loy(100%)」[15]は、YouTubeにて再生回数1億4,000万回をカウントする。
- 2018年12月 韓国の音楽賞「2018 MAMA(Mnet Asian Music Awards)」にて、ベスト・ニュー・アジアン・アーティスト賞を受賞。

その後も、ライブハウスへの出演、母・ニッタヤー・ブンスンヌーンをゲストに迎えてのイベント、音楽フェスへの出演、テレビの情報番組へのゲストで歌唱など、現在に至るまで精力的に活動を続ける。

## イベント出演
| 年   | タイトル                                      | 開催日  | 会場          |
| ---- | --------------------------------------------- | ------- | ------------- |
| 2023 | The TOYS " 1st SOLO CONCERT IN JAPAN "        | 8月2日  | Shibuya WWW X |
| 2024 | Thai Festival Tokyo 2024 Special Live Concert | 5月11日 | Shibuya WWW X |
| 2024 | 24th Thai Festival Tokyo 2024                 | 5月12日 |               |
| 2024 | SUMMER SONIC 2024（東京公演）                 | 8月17日 |               |